# The Fountainhead (Band)
The Fountainhead ist der Name einer irischen Rockband aus den 1980er Jahren. Der Bandname bezieht sich auf den gleichnamigen Roman von Ayn Rand. Auch der Albumtitel Voice of Reason ist nach einer Veröffentlichung mit Werken von Rand benannt, die posthum erschien.

## Geschichte
Pat O’Donnell und Steve Belton, der zuvor bei Square Meal gespielt hatte, arbeiteten bereits Anfang der 1980er-Jahre im Bereich der elektronischen Experimentalmusik zusammen. Als Folge dieser Zusammenarbeit entstanden Soundtracks für Arbeiten des Performancekünstlers Nigel Rolfe. Als Duo arbeiteten sie u. a. außerdem an der B-Seite der Single New Form Of Beauty der Virgin Prunes.
Außerdem begannen sie, als Belton & O'Donnell Konzerte mit einer Mischung aus New Wave und Techno Rock zu spielen. Im Jahr 1983 wurden sie von Bill Graham als eine Mischung aus Kraftwerk und The Shadows bezeichnet.
1984 erfolgte die Umbenennung in The Fountainhead und die Veröffentlichung der gleichnamigen Debüt-EP. Danach produzierten sie zwei Alben, welche bei China Records erschienen, ohne jedoch einen kommerziellen Durchbruch zu schaffen. Diese waren im Stil wesentlich poppiger und dancelastiger als die Mischung aus New Wave und Synth Rock aus ihren Anfangstagen.
Im Jahr 1986 eröffneten sie das Slane-Konzert. Daneben wurde 1987 ein Livealbum bei Chrysalis Records veröffentlicht.

## Diskografie
- The Fountainhead (EP, 1984)
- The Burning Touch (LP, 1986)
- Live (1987)
- Voice of Reason (LP, 1988)
- Someone Like You (Single, 1988)